# Simon Anderson
Simon Anderson (nascido em 7 de julho de 1954) é um surfista competitivo, designer de pranchas e escritor australiano. Ele é creditado com a invenção de 1980 de um design de prancha de surfe com três quilhas, chamado de "thruster".

## Biografia
Anderson cresceu na área de Northern Beaches em Sydney com três irmãos. A sua família morava em uma casa com vista para a praia de Collaroy.  Em 1977, ele venceu a divisão júnior na competição Bells Beach Classic Easter e começou a modelar pranchas de surfe no subúrbio de Sydney, em Brookvale .

## Carreira
Em 1977, ele ganhou a competição Bells Beach Classic e o Coke Surfabout em Sydney.
Em outubro de 1980, depois de ver uma prancha de surfe com duas quilhas com uma quilha "ponto-gatilho", Anderson teve a ideia de uma nova versão do projeto existente de três quilhas, que mais tarde foi apelidado de "thruster". Anderson criou um protótipo para o projeto do "thruster" e o levou em turnê com ele para o Havaí e a Califórnia. Quando voltou para Sydney, ele fez mais duas pranchas de surfe com designs semelhantes.
Em 1981, com uma dessas pranchas, venceu a competição do Bells Beach Classic e do World Surf League Offshore Pipeline Masters. "A história do surf deu a sua maior virada desde a espuma de poliuretano", quando o design do "thruster" se tornou o design de quilha mais popular para pranchas de surfe nos 30 anos seguintes.
Anderson se aposentou do surfe profissional em meados da década de 1980 e nunca procurou se beneficiar comercialmente com a patente da sua invenção. Anderson disse: "Se eu não tivesse pensado nisso naquele momento, havia muitas outras pessoas na época que estavam trabalhando para atingir o mesmo objetivo. Tenho a sorte e o prazer de contribuir. "
Em novembro de 2000, Anderson foi premiado com a Medalha Esportiva Australiana por serviços de design de pranchas de surfe. Em agosto de 2010, Anderson foi homenageado pela US Blanks na Sacred Craft Expo em San Diego, Califórnia. Em 2011, Anderson publicou a sua autobiografia chamada Thrust: The Simon Anderson Story e foi incluído no Hall da Fama do Surfista.
Por algum tempo, Anderson foi shaper de pranchas de surfe na BASE, uma fabricante de pranchas de surfe da Gold Coast que fechou em 2011.
Anderson tem apoiado muitos surfistas de equipe, incluindo Kerby Brown e Cooper Chapman.

## Vida pessoal
Anderson mora com sua esposa e dois filhos em Newport Beach, Sydney .